# Крутицкий, Антон Михайлович
Анто́н Миха́йлович Крути́цкий (1754—1803) — актёр и певец.

## Биография
Антон Михайлович Крутицкий родился в 1754 году в семье сержанта гарнизонной службы и получил воспитание в московском сиротском доме.
Первая сыгранная роль — Мельник в опере А. О. Аблесимова и М. М. Соколовского «Мельник — колдун, обманщик и сват» (впоследствии эта роль станет коронной в его репертуаре).
Сначала был актёром в труппе «Вольного российского театра» К. Книпера (поступил по протекции И. И. Калиграфа).
В 1783 году перевёлся в придворный театр, в 1794 году поступил на службу дирекции Императорских театров и долго был инспектором русского театра (в то время на этот пост избирались актёры сроком на одно полугодие).
Лучше всего Крутицкому удавались комические роли: Гарпагон в «Скупом» и Журден в «Мещанине во дворянстве» Мольера (за эту роль Павел I пожаловал актёру собственные часы), Цыфиркин в «Недоросле» Д. И. Фонвизина и другие.
Написал несколько комедий, в том числе «Медимн и Лука» и «Обмен шляп, или Благоразумием уничтоженное покушение» (СПб. 1782; у Сопикова анонимно № 5524). Его жизнь рассказана В. Савиновым («Пантеон», 1851 год, № 5).
Антон Михайлович Крутицкий умер 21 июля 1803 года в Ревеле.